# Scarborough (district)
Scarborough est un ancien district non métropolitain du Yorkshire du Nord, en Angleterre, au Royaume-Uni, dont le siège était Scarborough. Il a existé de 1974 à 2023.

## Géographie
Le district s'étendait sur 816,49 km2 à l'extrémité orientale du Yorkshire du Nord, au bord de la mer du Nord. Il comprenait les villes de Scarborough, Filey et Whitby.

## Histoire
Le district a été créé le 1er avril 1974 par le Local Government Act 1972. Il est issu de la fusion du district urbain de Filey et d'une partie du district rural de Bridlington, jusque-là dans le Yorkshire de l'Est, avec le borough municipal de Scarborough, les districts urbains de Scalby et Whitby et les districts ruraux de Scarborough et Whitby.
Les sept districts non métropolitains du Yorkshire du Nord, dont celui de Scarborough, sont abolis le 1er avril 2023 et remplacés par une nouvelle autorité unitaire du Yorkshire du Nord.